# 福地誠夫
福地 誠夫（ふくち のぶお、1904年（明治37年）2月14日 - 2007年（平成19年）7月26日）は、日本の海軍軍人、海上自衛官。最終階級は日本海軍では海軍大佐、海上自衛隊では海将。退官後は記念艦「三笠」艦長を務めた。

## 経歴

### 戦前
東京府出身。本籍は佐賀県。麻布中学を経て、海軍兵学校第52期に入校したが、病のため留年し、1925年（大正14年）7月に第53期で卒業した。同期に伏見宮博信王、藤井斉、茂木史朗らがいる。海軍砲術学校高等科学生を経て、海軍大学校甲種学生（35期）に進む。源田實は海大の同期生で、砲術畑の福地は源田の唱える航空優先論に反発し論争を繰り広げている。盧溝橋事件の勃発に伴い繰り上げ卒業となり、駆逐艦「夕暮」の砲術長兼分隊長として出動し、柳川兵団の杭州湾上陸援護作戦に従事した。海軍少佐進級と同時に戦艦「伊勢」分隊長に補され、艦長・山口多聞のもと高角砲指揮官、副砲長を務めた。次いで第11戦隊の参謀に転補される。同戦隊は揚子江方面の警備と居留民保護が任務で、司令官は猛将として知られた近藤英次郎、次いで杉山六蔵であった。福地は部隊運用、陸軍との折衝などを担当している。

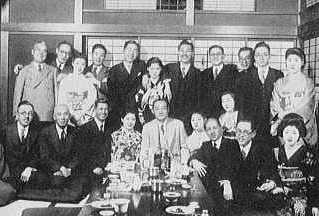
福地は一六会（米内内閣関係者の親睦会）会員であった。

1939年（昭和14年）12月、海軍省副官兼海軍大臣秘書官を実松譲から引継ぐ。日独伊三国軍事同盟に反対し苦闘していた海相・吉田善吾の補佐にあたるが、吉田は病に倒れ辞任。福地は吉田の辞表作成を介添えしている。引き続き及川古志郎、嶋田繁太郎の下で秘書官を務め、太平洋戦争開戦を迎えた。
第一線勤務を望む福地は人事局と交渉するが、1942年（昭和17年）6月、支那方面艦隊参謀となり占領地政策の立案に追われた。続いて、人事局員となり海軍中央勤務に復帰している。福地は自らの起案に人間の生死が左右されることにつらい思いを抱いたことを述べている。同職在職のまま太平洋戦争の敗戦を迎えた。

### 戦後
解員（復員）者の引揚げ、機雷掃海・航路啓開業務に従事したのち海軍を離れる。公職追放となり、民間の船会社に勤務していたが、海上自衛隊の前身である海上警備隊の創設に参加。海上幕僚監部調査部長としてアメリカ海軍の情報システムの導入に努めたほか、自衛艦隊司令や横須賀地方総監等の要職を歴任し、1961年（昭和36年）12月に退官した。

## 年譜
- 1922年（大正11年）8月：海軍兵学校入校
- 1925年（大正14年）7月：海軍兵学校卒業（第53期）
- 1926年（大正15年）12月：海軍少尉任官
- 1928年（昭和03年）12月：海軍中尉に進級
- 1930年（昭和05年）12月：戦艦「霧島」乗組
- 1931年（昭和06年）12月：海軍大尉に進級、海軍砲術学校高等科学生
- 1932年（昭和07年）12月：重巡洋艦「加古」乗組
- 1935年（昭和10年）10月：海軍大学校入校（甲種35期）
- 1937年（昭和12年）
  - 7月29日：海軍大学校卒業、駆逐艦「夕暮」砲術長兼分隊長[5]
  - 12月1日：海軍少佐に進級[6]、戦艦「伊勢」分隊長[7]
- 1938年（昭和13年）
  - 8月1日：「伊勢」副砲長兼分隊長[8]
  - 12月1日：第11戦隊参謀[9]
- 1939年（昭和14年）
  - 11月15日：軍令部出仕兼海軍省出仕[10]
  - 12月10日：海軍省副官兼海軍大臣秘書官[11]
- 1942年（昭和17年）
  - 6月27日：支那方面艦隊参謀[12]
  - 11月1日：海軍中佐に進級[13]
- 1943年（昭和18年）
  - 10月25日：軍令部出仕兼海軍省出仕[14]
  - 12月21日：海軍省人事局局員[15]
- 1945年（昭和20年）
  - 9月5日：海軍大佐に進級[16]
  - 11月30日：予備役に編入[17]
- 1953年（昭和28年）
  - 10月2日：保安庁警備隊入隊（1等警備正）、横須賀地方総監部附警備隊術科学校派遣勤務[18]
  - 10月16日：第二幕僚監部調査部長
- 1954年（昭和29年）5月16日：警備監補に昇任
- 1956年（昭和31年）
  - 1月16日：第2護衛隊群司令
  - 8月1日：海上幕僚監部総務部長
- 1958年（昭和33年）
  - 8月1日：海将に昇任
  - 8月15日：第4代 自衛艦隊司令に就任
- 1960年（昭和35年）3月16日：第5代 横須賀地方総監に就任
- 1961年（昭和36年）12月15日：退官[4]

退官後は「三笠」艦長を務めたほか、戦前の水交社の流れをくむ水交会の創設、『海軍兵学校出身者名簿』の編纂に尽力している。
- 1974年（昭和49年）4月29日：勲三等旭日中綬章受章[19]
- 2007年（平成19年）7月26日：老衰のため逝去（享年103）。叙・従四位

## 親族
- 父：福地嘉太郎[20]（海軍大佐・海兵20期）
- 義父[21]：植村茂夫（海軍中将・海兵31期）
- 次男：福地建夫（第21代海上幕僚長）

## 著書
- 回想の海軍ひとすじ物語(光人社)